# Каппуччилли, Пьеро
Пье́ро Каппуччи́лли (итал. Piero Cappuccilli; 9 ноября 1929, Триест — 11 июля 2005, там же) — итальянский оперный певец, баритон. Наиболее известен своими интерпретациями партий в операх Джузеппе Верди. Каппуччилли по праву считается одним из лучших итальянских баритонов второй половины XX века.

## Биография

#### Ранние годы
Пьеро Каппуччилли родился в Триесте в семье морского офицера. От отца он унасоедовал страсть к морю и впоследствии, став знаменитым, с удовольствием говорил не только о музыке, но и о любимой моторной лодке. В юные годы Пьеро намеревался стать архитектором. Тем не менее в 1949 году он попробовал себя в местном оперном театре, где его услышал известный итальянский бас Лучано Донаджио и пригласил к себе учиться. Свою оперную карьеру Каппуччилли начинал в туринском Театре Джузеппе Верди (итал. Teatro Giuseppe Verdi), где исполнял в небольшие партии.

#### Карьера
В 1957 году Каппуччилли дебютировал в миланском Новом театре (итал. Teatro Nuovo), в партии Тонио в «Паяцах» Р. Леонкавалло. В 1958 году он спел Монфора в «Сицилийской вечерне» Дж. Верди в театре Палермо, был замечен знаменитым импресарио Вальтером Легге, пригласившим начинающего певца в Лондон для участия в легендарной записи моцартовского «Дон Жуана» под руководством Карло Марии Джулини. В том же году Туллио Серафин пригласил Каппуччилли спеть Энрико в предстоящей записи «Лючии ди Ламмермур» с Марией Каллас.
Одержав победы на престижных национальных конкурсах в Сполето и Верчелли, Каппуччилли стал востребованным певцом: получал приглашения во многие театры Италии, в 1960 году дебютировал в театре Метрополитен-опера в партии Жоржа Жермона в «Травиате» Дж. Верди. В 1964 году состоялся дебют певца на сцене «Ла Скала» — в партии графа ди Луна в «Трубадуре» Дж. Верди. После исполнения партий Амонасро в «Аиде», Дона Карлоса в «Силе судьбы», Яго в «Отелло» Каппуччилли получил признание как один из самых выдающихся баритонов и достойный преемник рано умершего Этторе Бастианини. В 1967 году он впервые выступил в театре «Ковент-гарден»; в 1975-м — на Зальцбургском фестивале, в партии Родриго в «Дон Карлосе» под управлением Герберта фон Караяна.
Каппуччилли обладал мощным, кристально чистым голосом, красивой темной окраски, и не менее прекрасной, отточенной дикцией, продуманной фразировкой и отличным легато. Все эти качества очень скоро принесли ему славу одного из лучших вердиевских баритонов XX века. Но блистал Каппуччилли не только в операх Верди: поклонникам оперы запомнились его Эскамильо в «Кармен» Ж. Бизе, Скарпиа в «Тоске» Дж. Пуччини, Дон Жуан и Фигаро в операх В. А. Моцарта и многие другие партии. На протяжении 20 лет Каппуччилли не имел соперников на знаменитой миланской сцене; на театральных подмостках и в студиях звукозаписи работал с лучшими дирижёрами своего времени, был, в частности, любимым баритоном Клаудио Аббадо и Герберта фон Караяна. Со своей стороны певец дарил публике необычайную страсть и эмоциональный накал.
Карьера Пьеро Каппуччилли закончилась неожиданно: поздним вечером 28 августа 1992 года он ехал по автобану в направлении в Монте-Карло, намереваясь провести месяц на море, с любимой моторной лодкой. Недалеко от Бергамо машина певца перевернулась, и его выбросило из салона. Получив тяжёлую травму головы, певец долго оставался в полусознательном состоянии. Через год он выздоровел, но на сцену вернуться не смог. Закончив певческую карьеру, Каппуччилли начал карьеру педагога.

## Творчество

### Репертуар
- «Ромул» С. Аллегра — Ромул
- «Пират» В. Беллини — Эрнесто
- «Беатриче ди Тенда» В. Беллини — Филиппо Висконти
- «Пуритане» В. Беллини — Ричард
- «Искатели жемчуга» Ж. Бизе — Зурга
- «Кармен» Ж. Бизе — Моралес, Эскамильо
- «Лорелей» А. Каталани — Германн
- «Валли» А. Каталани — Винченцо Гельнер
- «Лючия ди Ламмермур» Г. Доницетти — Энрико
- «Роберто Деверё» Г. Доницетти — Герцог Ноттингемский
- «Фаворитка»  Г. Доницетти — Альфонсо XI
- «Андре Шенье» У. Джордано — Фукье Тенвиль, Шарль Жерар
- «Федора» У. Джордано — Де Сирье
- «Гуарани» А. К. Гомеса — Гонзалес
- «Фауст» Ш. Гуно — Валентин
- «Паяцы»Р. Леонкавалло — Сильвио, Тонио
- «Сельская честь» П. Масканьи — Альфио
- «Свадьба Фигаро» В. А. Моцарта — Антонио
- «Дон Жуан» В. А. Моцарта — Масетто
- «Возвращение Лазаря» Л. Перози — Солиста
- «Дочь Иорио» И. Пиццетти — Жнец
- «Джоконда» А. Понкьелли — Барнаба
- «Богема» Дж. Пуччини — Марсель
- «Тоска» Дж. Пуччини— тюремщик, Скарпиа
- «Мадам Баттерфляй» Дж. Пуччини— Шарплес
- «Плащ» Дж. Пуччини — Микеле
- «Севильский цирюльник» Дж. Россини — Фигаро
- «Вильгельм Телль» — Вильгельм Телль
- «Набукко» Дж. Верди — Набукко
- «Эрнани» Дж. Верди — Дон Карлос
- «Двое Фоскари» Дж. Верди — Франческо Фоскари
- «Аттила» Дж. Верди — Эцио
- «Разбойники» Дж. Верди — Франческо Моор
- «Макбет» Дж. Верди — Макбет
- «Риголетто» Дж. Верди — Граф ди Чепрано, Риголетто
- «Трубадур» Дж. Верди — Граф ди Луна
- «Травиата» Дж. Верди — Жорж Жермон
- «Бал-маскарад» Дж. Верди  — Сильвано, Ренато
- «Сила судьбы» Дж. Верди — врач, Дон Карлос де Варгас
- «Сицилийская вечерня» Дж. Верди — Монфор
- «Симон Бокканегра» Дж. Верди — Симон Бокканегра
- «Дон Карлос» Дж. Верди — Родриго ди Поза
- «Аида» Дж. Верди — Амонасро
- «Отелло» Дж. Верди — Яго
- «Фальстаф» Дж. Верди — Форд

### Дискография
| Год  | Название                           | Партия            | Солисты                                                                    | Дирижёр              | Студия |
| ---- | ---------------------------------- | ----------------- | -------------------------------------------------------------------------- | -------------------- | ------ |
| 1959 | «Джоконда А. Понкьелли             | Барнаба           | Мария Каллас, Фьоренца Коссотто, Иво Винко                                 | Антонино Вотто       |        |
|      | «Дон Жуан» В. А. Моцарта           | Маcетто           | Эберхард Вехтер, Джоан Сазерленд, Элизабет Шварцкопф, Джузеппе Таддеи      | Карло Мария Джулини  | EMI    |
|      | «Лючия ди Ламмермур» Г. Доницетти  | Энрико            | Мария Каллас, Ферруччо Тальявини                                           | Туллио Серафин       | EMI    |
| 1966 | «Трубадур» Дж. Верди               | Граф ди Луна      | Антониетта Стелла, Карло Бергонци, Адриана Лаццарини                       | Артуро Базиле        |        |
| 1968 | «Валли» А. Каталани                | Винченцо Гельнер  | Рената Тебальди, Марио Дель Монако, Юстин Диас                             | Фаусто Клева         |        |
| 1969 | «Севильский цирюльник» Дж. Россини | Фигаро            | Маргерита Гульельми, Антонио Кукучио, Джузеппе Вальденго, Сильвано Пальюко |                      |        |
|      | «Сила судьбы» Дж. Верди            | Дон Карлос        | Мартина Арройо, Карло Бергонци, Руджеро Раймонди                           | Ламберто Гарделли    |        |
| 1970 | «Лючия ди Ламмермур» Г. Доницетти  | Энрико            | Беверли Силлс, Карло Бергонци                                              | Томас Шипперс        |        |
|      | «Пират» В. Беллини                 | Эрнесто           | Монсеррат Кабалье, Варнава Марти, Руджеро Раймонди                         | Джанандреа Гаваццени |        |
|      | «Кармен» Ж. Бизе                   | Эскамильо         | Анна Моффо, Франко Корелли, Хелен Донат                                    | Лорин Маазель        |        |
| 1973 | «Андре Шенье» У. Джордано          | Шарль Жерар       | Франко Корелли, Селестина Касапьетра                                       | Бруно Бартолетти     |        |
|      | «Симон Бокканегра» Дж. Верди       | Симон Бокканегра  | Катя Риччарелли, Руджеро Раймонди, Пласидо Доминго                         | Джанандреа Гаваццени |        |
| 1974 | «Аида» Дж. Верди                   | Амонасро          | Монсеррат Кабалье, Пласидо Доминго, Фьоренца Коссото, Николай Гяуров       | Риккардо Мути        |        |
| 1975 | «Бал-маскарад» Дж. Верди           | Ренато            | Мартина Арройо, Пласидо Доминго, Фьоренца Коссото                          | Риккардо Мути        |        |
|      | «Разбойники» Дж. Верди             | Франческо Моор    | Монсеррат Кабалье, Карло Бергонци, Руджеро Раймонди                        | Ламберто Гарделли    |        |
|      | «Пуритане» В. Беллини              | Ричард            | Джоан Сазерленд, Лучано Паваротти, Николай Гяуров                          | Ричард Бонинг        |        |
| 1976 | «Макбет» Дж. Верди                 | Макбет            | Ширли Веррет, Николай Гяуров, Пласидо Доминго                              | Клаудио Аббадо       |        |
| 1977 | «Трубадур» Дж. Верди               | Граф ди Луна      | Франко Бонисолли, Леонтин Прайс, Елена Образцова, Руджеро Раймонди         | Герберт фон Караян   |        |
|      | «Двое Фоскари» Дж. Верди           | Франческо Фоскари | Хосе Каррерас, Катя Риччарелли, Самуэль Рэми                               | Ламберто Гарделли    |        |
|      | «Сельская честь» П. Масканьи       | Альфио            | Юлия Варади, Лучано Паваротти,                                             | Джанандреа Гаваццени |        |
|      | «Симон Бокканегра» Дж. Верди       | Симон Бокканегра  | Мирелла Френи, Николай Гяуров, Хосе Каррерас                               | Клаудио Аббадо       |        |
| 1978 | «Дон Карлос» Дж. Верди             | Родриго ди Поза   | Хосе Каррерас, Мирелла Френи, Николай Гяуров, Агнес Бальтса                | Герберт фон Караян   | DG     |
| 1979 | «Аида» Дж. Верди                   | Амонасро          | Мирелла Френи, Хосе Каррерас, Агнес Больтса, Руджеро Раймонди              | Герберт фон Караян   | DG     |
|      | «Риголетто» Дж. Верди              | Риголетто         | Иляна Котрубаш, Пласидо Доминго, Николай Гяуров, Елена Образцова           | Карло Мария Джулини  | DG     |
| 1982 | «Набукко» Дж. Верди                | Набукко           | Гена Димитрова, Евгений Нестеренко, Пласидо Доминго                        | Джузеппе Синополи    |        |
| 1984 | «Макбет» Дж. Верди                 | Макбет            | Сльвия Сасс, Петер Келен                                                   | Ламберто Гарделли    |        |
| 1986 | «Беатриче ди Тенда» В. Беллини     | Филиппо Висконти  | Марьяна Никольско, Винченцо Ла Скола                                       | Альберто Дзедда      |        |